# Curtiss XNBS-4
Il Curtiss XNBS-4, designazione aziendale Model 36, fu un bombardiere notturno, bimotore e biplano, sviluppato dall'azienda aeronautica statunitense Curtiss Aeroplane and Motor Company nei primi anni venti del XX secolo e rimasto allo stato di prototipo.
Evoluzione del Martin NBS-1, che fu il quarto e ultimo ad utilizzare la designazione Night Bombardment - Short Distance (NBS) Type XII (bombardiere notturno-corto raggio), il modello si proponeva di aumentare il carico bellico del suo predecessore, tuttavia le prove di volo non espressero un significativo miglioramento delle prestazioni; tuttavia, benché non abbia ottenuto alcuna altra commissione, l'esperienza acquisita venne riutilizzata per lo sviluppo del Curtiss B-2 Condor.

## Storia del progetto
A cavallo degli anni venti del XX secolo la Glenn L. Martin Company, aveva avviato la produzione del modello MB-2/NBS-1 destinato ai reparti di bombardamento notturno della United States Army. Parte della commissione, 50 esemplari, venne costruita negli stabilimenti della Curtiss Aeroplane and Motor Company di Buffalo, nello stato di New York, offrendo così l'opportunità all'ufficio tecnico di quest'ultima di valutare il progetto e di proporne uno sviluppo migliorativo.
Il Model 36, questa la designazione data dall'azienda al progetto, manteneva l'impostazione, classica per l'epoca, del modello originale: cellula rivestita in tela, configurazione alare biplana con piani alari di uguale apertura e non scalati, con la propulsione affidata a una coppia di motori Liberty L-12 12 cilindri a V raffreddati a liquido. Al fine di aumentarne il carico bellico trasportabile, si intervenne su alcuni aspetti strutturali: le modifiche riguardavano la fusoliera, che abbandonava la costruzione in legno per una in tubi d'acciaio saldati, l'impennaggio, preferendo alla soluzione a doppio timone di coda posta sul singolo piano di profondità, una con architettura a doppio piano alare e le ali, dal nuovo e diverso profilo Curtiss C-72, sostituendo l'originale profilo RAF 15 del 1915 utilizzato sull'NBS-1. Inoltre, a differenza dell'NBS-1, la postazione del puntatore/tiratore venne spostata da sotto alla posizione del mitragliere all'apice anteriore della fusoliera, com'era usualmente collocata a quel tempo, in fusoliera dotata di finestrella di puntamento sul lato sinistro.
L'esercito statunitense richiese la costruzione di due prototipi da avviare a prove di valutazione, ai quali vennero assegnati i numeri di serie 68571 e 68572, il primo dei quali venne consegnato nel maggio 1924. Su uno dei due in seguito venne approntata una modifica, estendendo le gondole dei motori, posizionati sull'estradosso dell'ala inferiore, oltre il bordo d'uscita al fine di ricavare uno spazio da destinare a postazioni di difesa armata di mitragliatrici.
Le prove di volo che si susseguirono, così come con il concorrente Elias XNBS-3, non espressero un significativo miglioramento delle prestazioni rispetto al modello che erano destinati a sostituire, per cui l'esercito non diede seguito ad ulteriori commissioni. Ciò nonostante l'esperienza acquisita venne utilizzata per lo sviluppo del successivo Curtiss B-2 Condor e del suo derivato da trasporto civile Curtiss T-32 Condor II.

## Utilizzatori
Stati Uniti
- United States Army Air Corps